# デヴィッド・マンフォード
デヴィッド・ブライアント・マンフォード（David Bryant Mumford, 1937年6月11日 - ）は、イギリスのサセックス出身の数学者。専門は代数幾何学、幾何的不変式論。

## 来歴
1961年にオスカー・ザリスキの指導の下で博士号を取得。同門下に広中平祐やミハイル・アルティンらがいた。1967年にハーバード大学教授。1974年にフィールズ賞を受賞。1996年からブラウン大学教授。
業績として、幾何学的不変式論、リーマン面のモジュライ空間上のコホモロジー類の森田・マンフォード類、マンフォード・テイト群、安定曲線による曲線のモジュライ空間のコンパクト化（トロイダルコンパクト化）、トーリック幾何学等がある。

## 受賞
- 1974年 - フィールズ賞
- 2006年 - ショウ賞[2]
- 2007年 - アメリカ数学会スティール賞研究論文部門
- 2008年 - ウルフ財団ウルフ賞数学部門：代数曲面論、幾何学的不変式論、テータ関数と曲線のモジュライ理論の代数的基礎付け
- 2009年 - アメリカ国家科学賞